# 임자진리교회 48인순교지
임자진리교회 48인순교지는 전라남도 신안군 임자면에 있다. 2009년 12월 16일 신안군의 향토유적 제5호로 지정되었다.

## 개요
성결교단 최초 여성순교자인 문준경 가 최초로 개척한 임자진리교회에서 1950년 10월 한국전쟁시기 공산군과 좌익 등에 48명의 신도들이 집단 순교하였다.

## 같이 보기
- 기독교대한성결교회
- 이명직
- 한국의 성결교회